# Palpimanus capensis
Palpimanus capensis là một loài nhện trong họ Palpimanidae. Loài này được phát hiện ở Zuid-Afrika.